# Čtvrtě Paříže

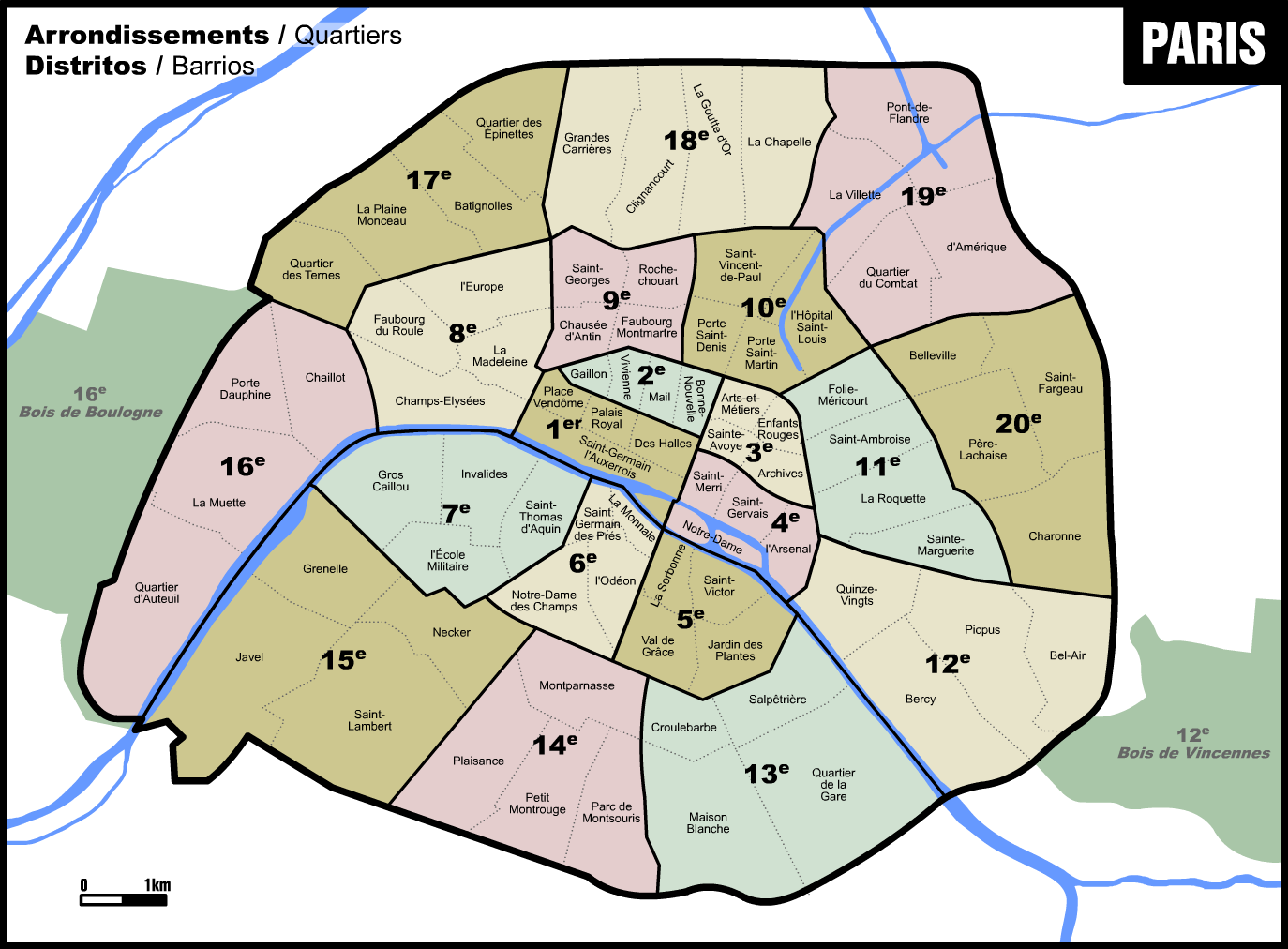
Každý z 20 obvodů Paříže je tvořen 4 čtvrtěmi

Čtvrtě Paříže (francouzsky Quartiers de Paris) jsou v současnosti nejmenší územně správní jednotky, na které se rozděluje Paříž. Každý z 20 městských obvodů je rozdělen na čtyři čtvrtě, takže se Paříž člení do 80 administrativních čtvrtí. V běžné řeči se za čtvrtě označují i urbanistické celky, které vznikly na území dnešního města a jsou specifické svým historickým (Marais), sociologickým (Latinská čtvrť), demografickým (Asijská čtvrť) nebo architektonickým (Beaugrenelle) vývojem. Nemají proto žádné administrativní funkce a tedy ani jejich územní vymezení není přesné. A konečně se jako čtvrtě označují i správní celky (conseil de quartier – rada čtvrtě) vytvořené na základě zákona z roku 2002, kterých je v Paříži 121.

## Historie
Původně se Paříž v raném středověku od dob Lothara I. (10. století) dělila na čtyři čtvrtě:  ostrov Cité a na pravém břehu čtvrtě Saint-Jacques-de-la-Boucherie, Verrerie a Grève. Oblast na levém břehu byla v držení klášterů. 
Po postavení městských hradeb za Filipa II. Augusta na konci 12. století se počet čtvrtí zvýšil na osm, protože se připojily Sainte-Opportune a Saint-Germain-l'Auxerrois na pravém a Saint-André a Maubert na levém břehu. Dalších osm čtvrtí pak vzniklo po dostavění hradeb za Karla V. v roce 1383. Až do konce 16. století tak byla Paříž rozdělena do šestnácti čtvrtí: Cité, Grève, Halles, Maubert, Verrerie, Saint-André, Saint-Antoine, Saint-Denis, Saint-Eustache, Saint-Germain-l'Auxerrois, Saint-Gervais, Saint-Honoré, Saint-Jacques-de-la-Boucherie, Saint-Martin, Sainte-Avoye a Sainte-Opportune. Názvy čtvrtí byly většinou odvozeny od názvů příslušných farních kostelů. V každé čtvrti byl jmenován správce (tzv. quartinier) odpovědný za administrativní úkoly a plukovník za bezpečnost a pořádek. Úřad těchto plukovníků čtvrtí se za vlády Ludvíka XIV. rozšířil do všech francouzských měst.
Po Frondě bylo městské opevnění zbořeno a královská moc se snažila omezit městskou samosprávu v Paříži. To vedlo k vytvoření funkce policejního poručíka (1667) a reformě úřadu quarteniera (1681), který již znamenal jen čestnou funkci. V roce 1702 byl také zvýšen počet pařížských čtvrtí na dvacet:
- pět na levém břehu: Saint-Germain-des-Près, Luxembourg, Saint-André-des-Arts, Saint-Benoît, Maubert
- ostrov Cité
- čtrnáct na pravém břehu: kde žilo asi 80 % populace: Palais-Royal, Montmartre, Saint-Denis, Saint-Eustache, Louvre, Halles, Sainte-Opportune, Saint-Jacques-de-la-Boucherie, Saint-Martin, Sainte-Avoye, Grève, Saint-Antoine, Saint-Paul a faubourg Saint-Antoine

Čtvrtě byly pod dohledem policejních poručíků, kteří měli pod sebou dva inspektory v každé čtvrti (od roku 1708). Funkce quartierů se omezovala na výběr některých daní, desátků apod.
V dubnu 1789 bylo město rozděleno na 60 obvodů kvůli volbě delegátů do generálních stavů. Každá bývalá čtvrť byla rozdělena do tří nebo čtyř obvodů a každý z nich během roku po vypuknutí Velké francouzské revoluce sestavil oddíl Národní gardy.
21. května 1790 byl počet obvodů snížen na 48 tzv. sekcí, ze kterých se v roce 1795 stalo 48 čtvrtí. Vždy čtyři čtvrtě tvořily jeden městský obvod, kterých bylo 12.
Toto rozdělení trvalo až do 1. ledna 1860, kdy se území Paříže rozšířilo a byly připojeny některé okolní obce. Tím se zvýšil počet obvodů i čtvrtí. Nově vzniklo 20 městských obvodů a 80 administrativních čtvrtí, některé z nich přijaly jména bývalých obcí. Toto územní rozdělení platí do současnosti.

## Rady čtvrtí
Rada čtvrtě (conseil de quartier) může být utvořena za základě zákona z roku 2002. Radu mohou vytvořit obyvatelé města, aby lépe prosazovali návrhy týkající se života v jejich okolí. Tyto rady jsou vždy připojeny k radnici příslušného obvodu. Územní rozsah těchto rad ovšem nemusí nutně odpovídat hranicím administrativních čtvrtí. Proto je Paříž rozdělena do 121 těchto čtvrtí. Počet rad určují jednotlivé radnice obvodů většinou podle voličských obvodů. Fakticky tak množství rad závisí především na velikosti populace v daném obvodu. Takže zatímco 3. obvod má jen 3 rady čtvrtí, 15. obvod jich má deset.